# Anna Arno
Anna Arno (ur. 1984) – polska poetka, pisarka, eseistka i tłumaczka, z wykształcenia historyczka sztuki; publikuje pod pseudonimem.

## Życiorys
Pochodzi z Zabrza. W okresie szkolnym stypendystka Krajowego Funduszu na rzecz Dzieci. Ukończyła I Liceum Ogólnokształcące im. Bartłomieja Nowodworskiego w Krakowie, Sarah Lawrence College, historię sztuki na Uniwersytecie Nowojorskim (Institute of Fine Arts). 
Laureatka Nagrody im. Konstantego A. Jeleńskiego przyznawanej przez „Zeszyty Literackie” za debiut, Nagrody w dziedzinie poezji im. Josifa Brodskiego „Zeszytów Literackich” w 2003 oraz w 2021 II Nagrody ZAIKS-u „Kultura w pandemii, pandemia w kulturze” w kategorii Reportaż. W 2022 została nominowana do Górnośląskiej Nagrody Literackiej „Juliusz” za Tam, za kasztanami, jest świat. Paul Celan. Biografia. 
Publikuje pod pseudonimem. Autorka małej prozy Okna (Zeszyty Literackie, 2014) i Ten kraj (Wydawnictwo Literackie 2018), jak również  biografii: Niebezpieczny poeta. Konstanty Ildefons Gałczyński (Znak, 2013), Jaka szkoda: krótkie życie Pauli Modersohn-Becker (słowo/obraz terytoria, 2015) oraz Kot. Opowieść o Konstantym A. Jeleńskim (Iskry, 2020). 
Przekłada z francuskiego i angielskiego. Publikuje m.in. w „Znaku”, „Gazecie Wyborczej”, „Przekroju” i „Zeszytach Literackich”. 
W 2020 wraz z Markiem Zagańczykiem i Mikołajem Nowakiem-Rogozińskim założyła wydawnictwo Próby. 
Mieszka w Krakowie.

## Publikacje

### Autorskie
- Niebezpieczny poeta: Konstanty Ildefons Gałczyński, Kraków: Wydawnictwo Znak, 2013, ISBN 978-83-240-2770-5[12].
- Okna, Warszawa: Fundacja Zeszytów Literackich, 2014[13].
- Jaka szkoda: krótkie życie Pauli Modersohn-Becker, Gdańsk: wydawnictwo słowo/obraz terytoria (Fundacja Terytoria Książki) 2015, ISBN 978-83-7908-033-5[14].
- Ten kraj, Kraków: Wydawnictwo Literackie, 2018, ISBN 978-83-08-06548-8[15].
- Kot. Opowieść O Konstantym A. Jeleńskim, Warszawa: Wydawnictwo Iskry, 2020, ISBN 978-83-244-1068-2[16].
- Tam, za kasztanami, jest świat. Paul Celan. Biografia, Kraków: Wydawnictwo Literackie, 2021, ISBN 978-83-08-07454-1[17].

### Tłumaczenia
- Bajki o księżniczkach, Kraków: Wydawnictwo Zielona Sowa, 2010.
- Daniel Arasse, Nie widać nic: opowiadanie obrazów, Kraków: DodoEditor, 2012.
- Daniel Arasse, Detal: historia malarstwa w zbliżeniu, Kraków: DodoEditor, 2013.
- Sabrina Benaim, Depresja i inne magiczne sztuczki, Kraków: Wydawnictwo Literackie, 2018.